# 皇帝章魚
皇帝章魚，又称雷克斯蛸，为章魚科雙章魚屬下的一个种，主要分布于泰国湾，最大胴体长度61毫米。

## 扩展阅读
- 維基物種上的相關：皇帝章魚